# 内卡河畔霍尔布
内卡河畔霍尔布（德語：Horb am Neckar，發音：[ˈhɔʁp ʔam ˈnɛkaʁ]）是德国巴登-符腾堡州卡尔斯鲁厄行政区弗罗伊登施塔特县的城市，面积119.76平方千米，2023年12月31日人口为25,695人。